# Dobromir Georgiev
Pour les articles homonymes, voir Georgiev.
Œuvres principales
- L'Architecte de la vérité

Dobromir Georgiev (bulgare : Добромир Георгиев) est un écrivain et dramaturge bulgare né en 1978. Georgiev a étudié à l'Université Saint-Clément d'Ohrid de Sofia où il obtient un diplôme de magistăr en littérature en 2002. Il reçoit le prix Ivan Vazov en 2008 pour sa pièce L'Architecte de la vérité (Архитектът на истината).

## Œuvres
- Големият наклона (2004)
- Амбицията и лудостта (2005)
- L'Architecte de la vérité (Архитектът на истината)
- Китай паяк